# Dekanat Szepietowo
Dekanat Szepietowo – jeden z 24 dekanatów w rzymskokatolickiej diecezji łomżyńskiej.

## Parafie
W skład dekanatu wchodzi 9 parafii:
- parafia NMP z Fatimy w Ciechanowcu
- parafia św. Anny w Dąbrówce Kościelnej
- parafia Wniebowzięcia NMP w Hodyszewie
- parafia NMP Częstochowskiej w Klukowie
- parafia Zmartwychwstania Pańskiego w Kuczynie
- parafia św. Kazimierza w Nowych Piekutach
- parafia NMP Matki Miłosierdzia w Szepietowie
- parafia NMP Królowej Świata w Wojnach-Krupach
- parafia Narodzenia NMP w Wyszonkach Kościelnych.

## Sąsiednie dekanaty
Brańsk (diec. drohiczyńska), Ciechanowiec (diec. drohiczyńska), Czyżew, Kobylin, Łapy, Wysokie Mazowieckie